# Rebecca Ghilardi
Rebecca Ghilardi (Seriate, 10 ottobre 1999) è una pattinatrice artistica su ghiaccio italiana che gareggia in coppia con Filippo Ambrosini.

## Biografia
Rebecca Ghilardi inizia a pattinare nel 2007 e nel marzo 2013 diventa vicecampionessa italiana nella categoria novizi, confermandosi al secondo posto nel singolo femminile nel dicembre dello stesso anno pure tra gli juniores. Nello stesso periodo comincia a partecipare alle competizioni internazionali.
Nel gennaio 2016 si unisce a Filippo Ambrosini, passando al pattinaggio in coppia da senior. A settembre i due vincono la medaglia di bronzo al Lombardia Trophy e un mese dopo ottengono un altro terzo posto alla Coppa internazionale di Nizza. A dicembre giungono terzi ai campionati italiani. Nel gennaio 2017 debuttano a Ostrava ai campionati europei concludendo in undicesima posizione. Disputano i loro primi campionati mondiali a Saitama nel 2019 classificandosi al 19º posto.
Agli Europei del 2023 conquistano la medaglia d'argento, mentre l'anno successivo, agli Europei del 2024, chiudono in terza posizione.

## Programmi
(con Ambrosini)
| Stagione  | Programma corto                                                                  | Programma libero                                          |
| --------- | -------------------------------------------------------------------------------- | --------------------------------------------------------- |
| 2019-2020 | - Women di Florida Georgia Line e Jason Derulo - Kiss in the Sky di Jason Derulo | - C'era una volta in America di Ennio Morricone           |
| 2018-2019 | - Vivo Tango di Maxime Rodriguez                                                 | - The Ballad of Bonnie and Clyde di Georgie Fame          |
| 2017-2018 | - Summertime di George Gershwin eseguito da Rick Wakeman                         | - Pas de Deux (Lo schiaccianoci) di Pëtr Il'ič Čajkovskij |
| 2016-2017 | - Oblivion di Astor Piazzolla                                                    | - Homecoming di Thomas J. Bergersen                       |

## Palmarès

### Con Ambrosini
| Risultati                                                                    | Risultati      | Risultati      | Risultati      | Risultati      | Risultati      | Risultati      | Risultati      | Risultati      | Risultati      |
| Internazionali                                                               | Internazionali | Internazionali | Internazionali | Internazionali | Internazionali | Internazionali | Internazionali | Internazionali | Internazionali |
| Evento                                                                       | 2016–17        | 2017–18        | 2018–19        | 2019-20        | 2020-21        | 2021-22        | 2022-23        | 2023-24        | 2024-25        |
| ---------------------------------------------------------------------------- | -------------- | -------------- | -------------- | -------------- | -------------- | -------------- | -------------- | -------------- | -------------- |
| Giochi olimpici invernali                                                    |                |                |                |                |                | 14°            |                |                |                |
| Campionati mondiali                                                          |                |                | 19º            | C              | 17°            | R              |                |                | 13º            |
| Campionati europei                                                           | 11º            |                | 9º             | 8º             | C              | 5°             | 2°             | 3º             | 6°             |
| GP Finale                                                                    |                |                |                |                |                |                | 5°             | 5°             | 6°             |
| GP Cup of China                                                              |                |                |                |                |                | C              |                | 2°             |                |
| GP della Finlandia                                                           |                |                |                |                |                |                | 1°             |                | 3º             |
| GP Trophée Eric Bompard                                                      |                |                |                | 8º             | C              | 5°             | 4°             |                | 3º             |
| GP d'Italia                                                                  |                |                |                |                |                | 5°             |                |                |                |
| GP NHK Trophy                                                                |                |                |                |                |                |                |                | 3º             |                |
| GP Rostelecom Cup                                                            |                |                |                | 4º             |                |                |                |                |                |
| CS Alpen Trophy                                                              |                |                | 2º             |                |                |                |                |                |                |
| CS Finlandia Trophy                                                          |                |                |                |                |                | R              |                | 2°             |                |
| CS Golden Spin                                                               |                |                |                | 6º             |                | R              | R              | R              | R              |
| CS Lombardia Trophy                                                          | 3º             |                | 6º             |                |                |                |                | 5°             | 4°             |
| CS Nebelhorn Trophy                                                          |                |                | 6º             |                | 1º             |                |                |                |                |
| CS Nepela Trophy                                                             |                |                | 4º             |                |                |                |                |                |                |
| CS Tallinn Trophy                                                            |                |                | 4º             |                |                |                |                |                |                |
| CS U.S. Classic                                                              |                |                |                |                |                |                | 1º             |                |                |
| CS Warsaw Cup                                                                | 5º             | 8º             |                |                |                |                | 2º             |                |                |
| Budapest Trophy                                                              |                |                |                |                |                | 4°             |                |                |                |
| Challenge Cup                                                                |                | 3º             |                |                |                |                |                |                |                |
| Coppa di Nizza                                                               | 3º             |                |                |                |                |                |                |                |                |
| Coppa del Tirolo                                                             | 4º             |                |                |                |                |                |                |                |                |
| Diamond Spin                                                                 |                |                |                |                |                |                |                | 1º             | 1º             |
| Ice Star                                                                     |                |                | 5º             |                |                |                |                |                |                |
| John Nicks Trophy                                                            |                |                |                |                |                |                | 1º             |                |                |
| Lombardia Trophy                                                             |                |                |                |                |                | 3º             |                |                |                |
| Road to 26 Trophy                                                            |                |                |                |                |                |                |                |                | 1º             |
| Shanghai Trophy                                                              |                |                |                | 4º             |                |                |                |                |                |
| Tayside Trophy                                                               |                |                |                |                |                |                |                |                |                |
| Toruń Cup                                                                    |                | 2º             |                |                |                |                |                |                |                |
| Volvo Open Cup                                                               |                |                |                | 1º             |                |                |                |                |                |
| Nazionali                                                                    |                |                |                |                |                |                |                |                |                |
| Campionati italiani                                                          | 3º             | 3º             | 2º             | 2º             | 2º             | 2º             | 2º             | 1º             | 2º             |
| CS = Challenger Series; GP = Grand Prix; R = Ritirati; C = Evento cancellato |                |                |                |                |                |                |                |                |                |

### Singolo femminile
| Bavarian Open            |      | 5º   |    |      |
| Denkova-Staviski Cup     |      |      | 1º | 4º   |
| Gardena Trophy           |      | 7º   |    |      |
| Golden Bear              |      |      |    | 2º   |
| Lombardia Trophy         |      |      |    | 6º   |
| Merano Cup               |      |      | 5º |      |
| Open d'Andorra           |      |      | 1º |      |
| Seibt Memorial           |      |      | 8º |      |
| Skate Celje              | 2º   |      |    |      |
| Nazionali                |      |      |    |      |
| Campionati italiani      | 2º N | 2º J |    | 4º J |
| N = Novizi; J = Juniores |      |      |    |      |